# 儲巏
儲巏（1457年—1513年），字靜夫，號柴墟，直隸揚州府泰州人，明朝政治人物。

## 生平
九歲能寫文章。成化十九年（1483年）癸卯科應天鄉試第一名舉人（解元），二十年（1484年）中式甲辰科會試第一名，二甲第一名進士（傳臚）。授南京吏部考功司主事，升郎中，改北京吏部考功司郎中，升太僕寺少卿，進太僕寺卿，嘗疏馬政及邊防等事，正德二年（1507年）任都察院右僉都御史、總督南京糧儲，升戶部右侍郎，五年（1510年）奏請乞休獲准，七年（1512年）起為南京戶部左侍郎，改南京吏部左侍郎，八年（1513年）卒，嘉靖二年（1523年）追諡文懿。

## 著作
著有《柴墟齋集》。

## 延伸阅读
[在维基数据编辑]
 《國朝獻徵錄·卷之二十七》，出自焦竑《國朝獻徵錄》
 《明史卷二百八十六》，出自《明史》